# Cándido Alberto Maya
Cándido Alberto Maya (Pinar del Río, 22 de octubre de 1973) es un esgrimista cubano especializado en espada. Participó en los Juegos Olímpicos de Sídney 2000 y Atenas 2004.